# Кажегельдін Акежан Магжанович
Акежан Магжанович Кажегельдін (каз. Әкежан Мағжанұлы Қажыгелдин; нар. 27 березня 1952) — казахський політик і державний діяч, прем'єр-міністр Казахстану від жовтня 1994 до жовтня 1997 року.

## Життєпис
Від 1969 до 1974 року навчався в Педагогічному інституті в Семипалатинську та, як і його батьки, став учителем. Після випуску був призваний до лав Радянської армії. 1985 року заочно закінчив Алма-Атинський інститут народного господарства, здобув ступінь доктора економічних наук.
У травні 1976 року розпочав службу в управлінні КДБ Семипалатинської області. Від 1979 до 1984 року був інструктором, заступником завідувача, завідувачем відділу Калінінського райкому партії міста Семипалатинська. У 1985—1987 роках очолював Кіровський райвиконком міста Семипалатинська. Після цього став слухачем курсів підготовки керівного складу Вищої школи КДБ. У 1989—1992 роках — директор Семипалатинського комбінату з промислової обробки будівельно-декоративного оздоблювального каменю.
Від 1990 до 1992 року займав керівні посади в декількох комерційних компаніях.
У 1991—1993 роках був заступником голови Семипалатинського обласного виконавчого комітету, а також головою обласної адміністрації. Від липня 1992 до липня 1996 року обіймав посаду голови Ради підприємців при президенті Республіки Казахстан, одночасно, у 1993—1995 роках, був президентом Союзу промисловців і підприємців Казахстану.
У грудні 1993 року зайняв пост першого заступника прем'єр-міністра Казахстану, а у жовтні 1994 сформував власний кабінет.
Протягом кількох місяців 1998 року був позаштатним радником президента Казахстану.
1999 року був звинувачений у перевищенні владних повноважень, вимаганні й отриманні хабарів, у незаконному придбанні, зберіганні та передачі зброї, а також в ухилянні від сплати податків. Тоді ж залишив країну та був оголошений у міжнародний розшук. У вересні 2001 року Верховний суд Казахстану заочно визнав Кажегельдіна, який проживав у США, винним у скоєнні перелічених вище злочинів та засудив його до 10 років позбавлення волі й конфіскації майна.
11 червня 2002 року, в Страсбурзі під час сесії Європейського парламенту Акежану Кажегельдіну був вручений «Паспорт свободи» — почесний знак, що видається європейськими парламентарями опозиційним діячам, яких переслідують з політичних причин.